# Anthony Wayland Wright
Anthony Wayland "Tony" Wright, född 11 mars 1948, är en brittisk Labourpolitiker. Han var parlamentsledamot för valkretsen Cannock Chase från valet 1992 till 2010.